# Statul Bahr al Ghazal de Vest
Statul Bahr al Ghazal de Vest este una dintre cele 10 unități administrativ-teritoriale de gradul I ale Sudanului de Sud. Reședința sa este orașul Wau.